# Eklog
Eklog (grekiska ἐκλογή ekloge, av eklegein, utvälja) är en litterär genre.
Eklog var ursprungligen ett utvalt stycke, en vald dikt av vilket innehåll som helst; samling av dikter med likartat innehåll. Mycket bruklig blev denna benämning om Vergilius samling av herdedikter (Bucolica). Då dessa senare under medeltiden och renässansen var det främsta mönstret för herdedikten, kom ordet eklog att även under modern tid användas som beteckning för den lärda herdedikten.